# 東浪見站
東浪見站（日语：／ Torami eki */?）是位於千葉縣長生郡一宮町東浪見，東日本旅客鐵道（JR東日本）的外房線車站。
上總一之宮站至此站之間為單線區間，此站至長者町站之間為雙線區間。

## 歷史
- 1925年（大正14年）12月15日：鐵道省車站啟用[1]。為旅客和貨物車站。
- 1962年（昭和37年）10月1日：結束貨物起卸業務。
- 1972年（昭和47年）7月1日：成為無人車站。
- 日期不詳：舊木造車站大樓拆毀。
- 1987年（昭和62年）4月1日：伴隨國鐵分割民營化，車站由東日本旅客鐵道（JR東日本）營運[1]。
- 2004年（平成16年）10月16日：此站可以使用IC卡「Suica」[3]。成為東京近郊區間區域內[3]。
- 2006年（平成18年）：建設新車站大樓工程開始。舊車站大樓拆毀。
- 2007年（平成19年）2月1日：新車站大樓工程完成。

## 車站構造
此站是地面車站，設有2面2線的相對式月台。月台沒有提高高度。兩月台之間設有跨線橋連接。
此站是由茂原站管理的無人車站。車站職員會從上總一之宮站前往此站當值。此站簡易Suica閘機和乘車站證明票發行機。曾經車站大樓是由舊鐵路貨車改造。在2007年（平成19年）翻新車站大樓。
下行線月台靠近安房鴨川一方設有「注意蝮蛇」牌。
在2010年（平成22年）2月10日起，引入了外房線PRC型自動廣播系統。

### 月台
| 月台 | 路線    | 上下行 | 方向                     |
| ---- | ------- | ------ | ------------------------ |
| 1    | ■外房線 | 下行   | 大原、勝浦、安房鴨川方向 |
| 2    | ■外房線 | 上行   | 茂原、千葉方向           |

參考
- 月台可容納11卡車廂。

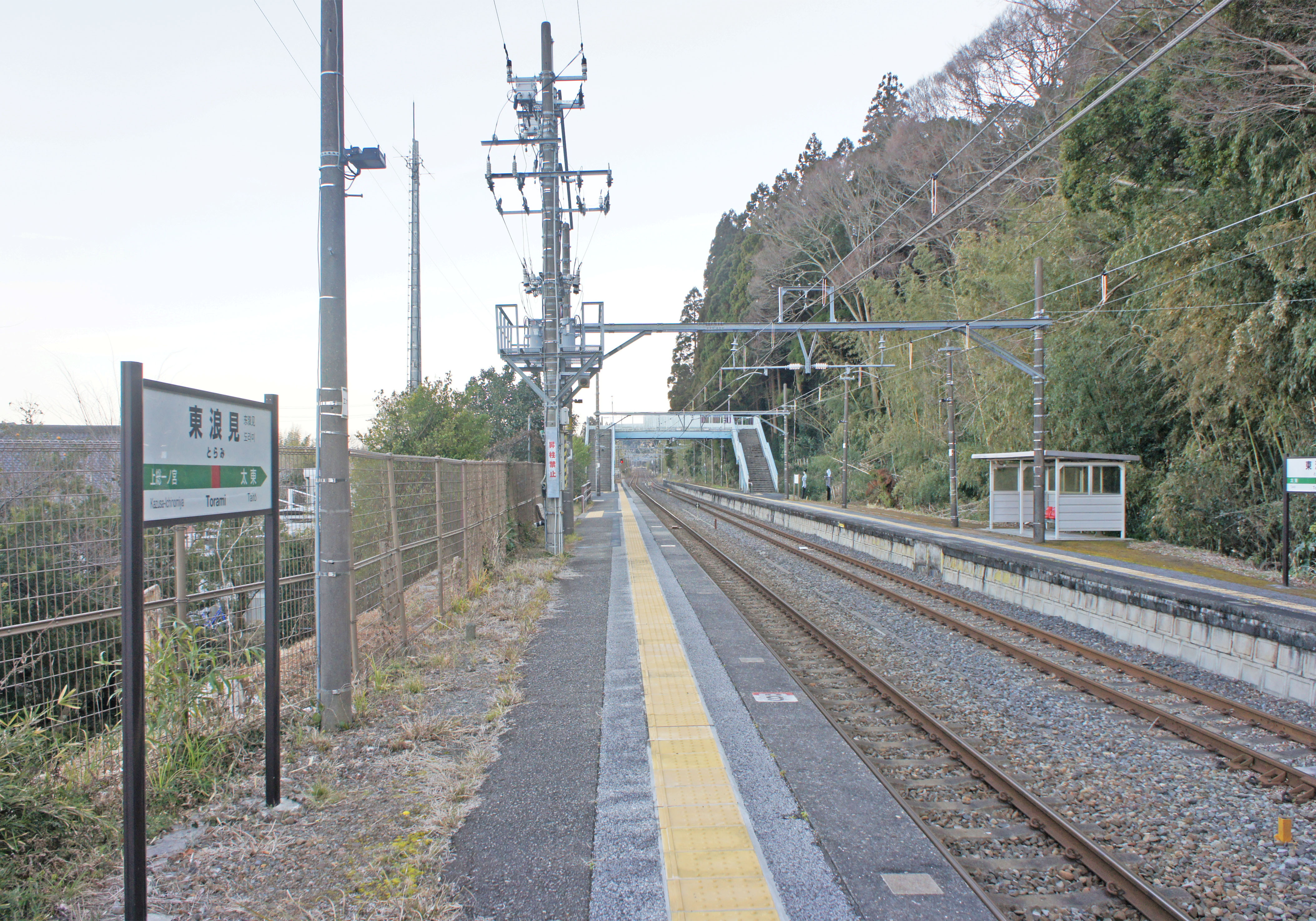
月台（2022年2月）
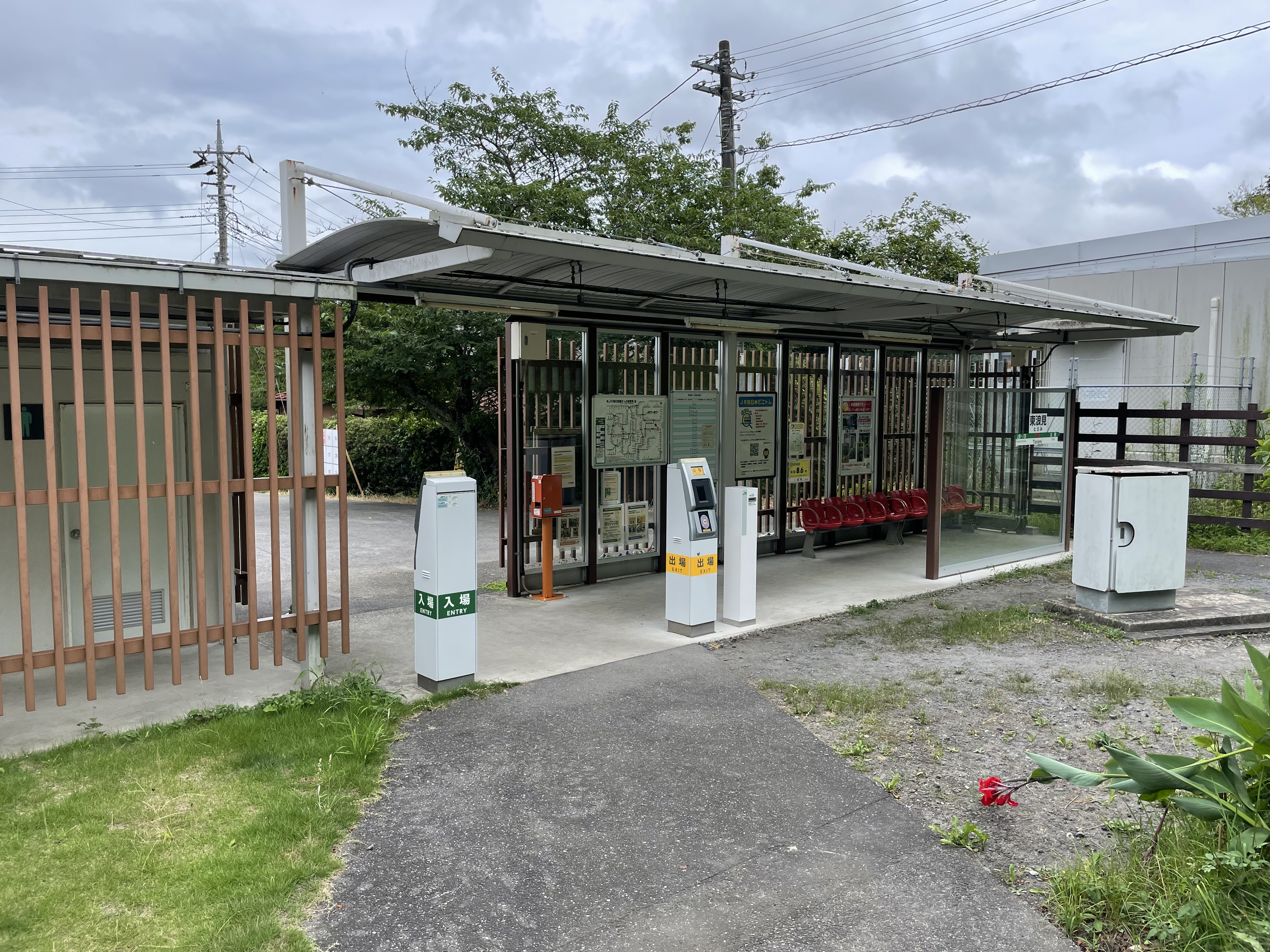
检票口、等候室（2022年7月）

## 使用狀況
在2006年（平成18年）度1日平均乘車人次為81人，以下為乘車人次變化列表：
| 乘車人次變化       | 乘車人次變化     | 乘車人次變化 |
| 年度               | 1日平均 乘車人次 | 參考資料     |
| ------------------ | ---------------- | ------------ |
| 1990年（平成02年） | 150              | [ * 1 ]      |
| 1991年（平成03年） | 144              | [ * 2 ]      |
| 1992年（平成04年） | 144              | [ * 3 ]      |
| 1993年（平成05年） | 146              | [ * 4 ]      |
| 1994年（平成06年） | 143              | [ * 5 ]      |
| 1995年（平成07年） | 153              | [ * 6 ]      |
| 1996年（平成08年） | 150              | [ * 7 ]      |
| 1997年（平成09年） | 131              | [ * 8 ]      |
| 1998年（平成10年） | 128              | [ * 9 ]      |
| 1999年（平成11年） | 127              | [ * 10 ]     |
| 2000年（平成12年） | 125              | [ * 11 ]     |
| 2001年（平成13年） | 124              | [ * 12 ]     |
| 2002年（平成14年） | 115              | [ * 13 ]     |
| 2003年（平成15年） | 91               | [ * 14 ]     |
| 2004年（平成16年） | 90               | [ * 15 ]     |
| 2005年（平成17年） | 89               | [ * 16 ]     |
| 2006年（平成18年） | 81               | [ * 17 ]     |

## 車站周邊

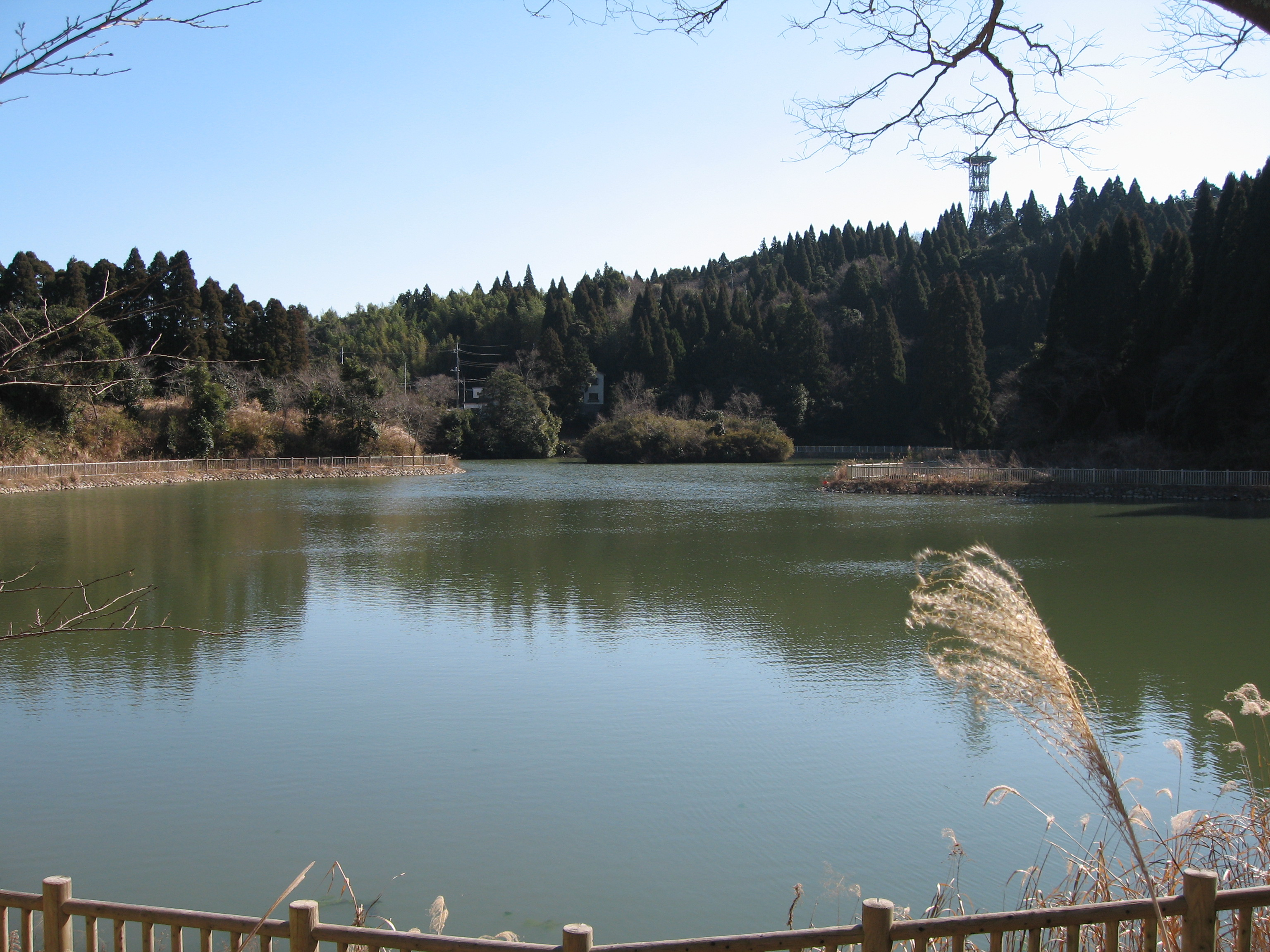
洞庭湖 (千葉縣)

站前設有住宅。在國道128號附近設有田園地帶。車站出入口對面設有一之宮鄉村俱樂部和千葉縣立九十九里自然公園區域。在釣崎海岸附近為衝浪勝地，該處曾經進行了世界大賽。在千葉縣道30號飯岡一宮線上衝浪商店和咖啡館。
- 國道128號（日语：国道128号）（外房黑潮線）
- 千葉縣道30號飯岡一宮線（日语：千葉県道30号飯岡一宮線）（九十九里海灘線）
- 千葉縣道152號一宮椎木長者線（日语：千葉県道152号一宮椎木長者線）
- 一宮町立東浪見小學
- 麻雀博物館 （已關閉）- 步行約20分鐘
- 洞庭湖（日语：洞庭湖 (千葉県)） - 步行約30分鐘
- 軍荼利山
- 軍荼利山植物群落
- 釣崎海岸
- 東浪見海岸 - 面向太平洋的海灘。
- 一宮町憩之森
- 雨龍湖（雨龍水壩）
- 農產品直銷處菜之花東浪見店
- 味之里直銷處
- 一之宮鄉村俱樂部

## 相鄰車站
東日本旅客鐵道（JR東日本）
■外房線
■通勤快速、■快速、■普通（各站停車）
上總一之宮－東浪見－太東

## 注腳

### 使用狀況
1. ↑  千葉縣統計年鑑 （页面存档备份，存于）（日語） - 千葉縣

千葉縣統計年鑑
1. ↑  千葉縣統計年鑑（平成3年） （页面存档备份，存于）（日語）
2. ↑  千葉縣統計年鑑（平成4年） （页面存档备份，存于）（日語）
3. ↑  千葉縣統計年鑑（平成5年） （页面存档备份，存于）（日語）
4. ↑  千葉縣統計年鑑（平成6年） （页面存档备份，存于）（日語）
5. ↑  千葉縣統計年鑑（平成7年） （页面存档备份，存于）（日語）
6. ↑  千葉縣統計年鑑（平成8年） （页面存档备份，存于）（日語）
7. ↑  千葉縣統計年鑑（平成9年） （页面存档备份，存于）（日語）
8. ↑  千葉縣統計年鑑（平成10年） （页面存档备份，存于）（日語）
9. ↑  千葉縣統計年鑑（平成11年） （页面存档备份，存于）（日語）
10. ↑  千葉縣統計年鑑（平成12年） （页面存档备份，存于）（日語）
11. ↑  千葉縣統計年鑑（平成13年） （页面存档备份，存于）（日語）
12. ↑  千葉縣統計年鑑（平成14年） （页面存档备份，存于）（日語）
13. ↑  千葉縣統計年鑑（平成15年） （页面存档备份，存于）（日語）
14. ↑  千葉縣統計年鑑（平成16年） （页面存档备份，存于）（日語）
15. ↑  千葉縣統計年鑑（平成17年） （页面存档备份，存于）（日語）
16. ↑  千葉縣統計年鑑（平成18年） （页面存档备份，存于）（日語）
17. ↑  千葉縣統計年鑑（平成19年） （页面存档备份，存于）（日語）

## 外部連結
- 車站資訊（東浪見）：東日本旅客鐵道（日語）